# Trinity Blood
Trinity Blood (トリニティ・ブラッド) er en serie af japanske noveller forfattet af Sunao Yoshida, der illustreres af Thores Shibamoto og stammer oprindeligt fra fjernsynsserien The Sneaker. Settet foregår 900 år efter en krig mellem mennesket og vampyrer. Serien fokucerer på en vedvarende "kold" krig mellem henholdsvis Vatikanet, "den menneskelige regering", det "nye menneske imperium" og "vampyr-regeringen". Novellen blander science fiction, fantasi og politiske intriger mellem de nævnte partere.
Trinity Blood er blevet ombearbejdet til både manga og anime-serier. Efter Yoshidas død den 15. juli 2004 tiltrådte hans ven, Kentaro Yasui, forfatter til Sword of the Dark Ones-novellerne, med henblik på at færdiggøre de resterende noveller. Yasui hjap også med at færdiggøre manga med illustrationer af Kiyo Kujō. Animations serien er på 24 episoder, produceret af Gonzo og oprindeligt udsendt af WOWOW network.

## Manga
De respektive kapitler kaldes for "Acts" og er baseret på filmtitler, dog adskiller kapitel 22 sig fra reglen, hvor titlen stammer fra teksten for en kendo-animation (anime).